# Краснобрідський монастир зіслання Святого Духа

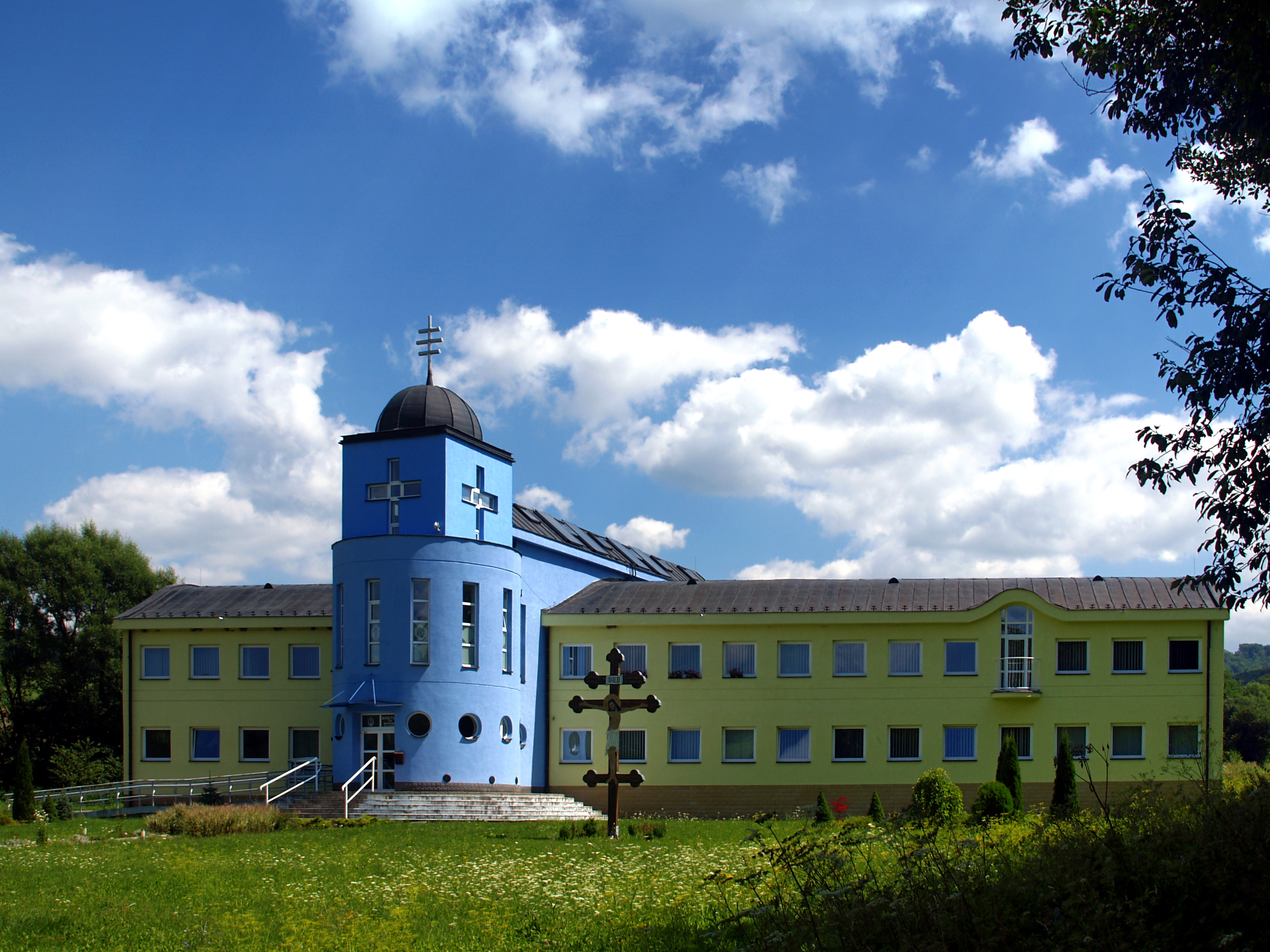
Відновлений монастир

Краснобрі́дський монастир зіслання Святого Духа — греко-католицький василіянський монастир у Словацькій Республіці, в районі с. Красний Брід, району Меджилабірці. Монастир був заснований в XIV столітті.

## Історія монастиря
Згідно з переказом в Красному Броді був чудесним чином зцілений убогий, сліпий чоловік, що пройшов перед святом Зіслання Святого Духа. Він омив очі водою з криниці та щиро помолився до Матері Божої і йому повернувся зір. Потім у цьому місці, віряни побудували каплицю, де була поміщена Краснобрідська ікона Божої Матері.
Наприкінці XIV ст. коштом і старанням князя Федора Корятовича на цьому місці було побудовано дерев'яну церкву в честь св. Катерини й келії для декількох ченців, як знак щирої подяки Божій Матері за опіку над краєм. Там поселились ченці Чину святого Василія Великого. Через деякий час монастир став одним із центрів поширення православ'я.
1603 р. за наказом графа В. Друґета монастир був спалений. Згоріли рідкісні старовинні документи та ікони. Лише дивом збереглася чудотворна ікона Богородиці.
Відбудував монастир граф Юрій III Друґет спільно з перемишльським єпископом Атанасієм Крупецьким після 1614 р.

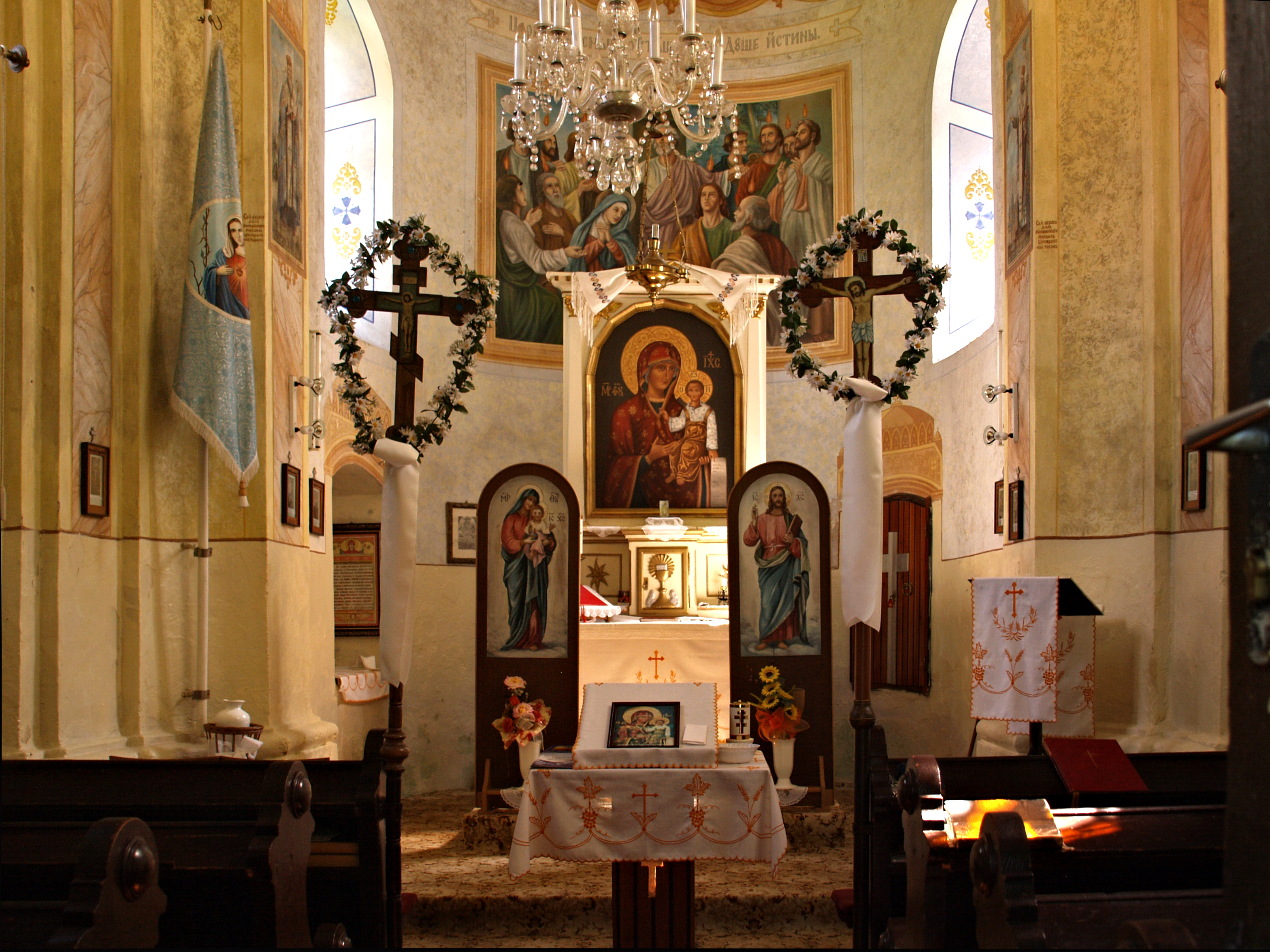
Інтер'єр храму, де зберігається Краснобрідська ікона Божої Матері

1651–1664 рр. — резиденція єпископа Петра Партенія.
Під час повстання під керівництвом Ференца II Ракоці 1708 р. знову зруйнований.
За наказом єпископа Бізанція 1729–1759 монастир частково відновлено (дерев'яні приміщення), зокрема 1752 р. побудовано мурований храм на честь Зіслання Святого Духа (початок будови в 1743 р.).
Між 1759–1782 рр. в монастирі налічувалось 23 келії, трапезна, пивниця, господарське приміщення, житниця. Все було обгороджено муром.
Два місця для коваля. Монастирю належала земля, будинок з двома кімнатами, хлівом та пивницею.
Впродовж кількох століть обитель була місцем паломництва, де тричі на рік збиралися русини. При цьому молоді пари часто брали шлюб у монастирській церкві, тому влада вважала паломництва «ярмарками на дівчат» і безрезультатно забороняла їх королівськими указами (1520 та 1552).
На початку Першої світової війни ченці залишили обитель і перейшли до василіянського монастиря у містечку Марія-Повч (нині Угорщина).

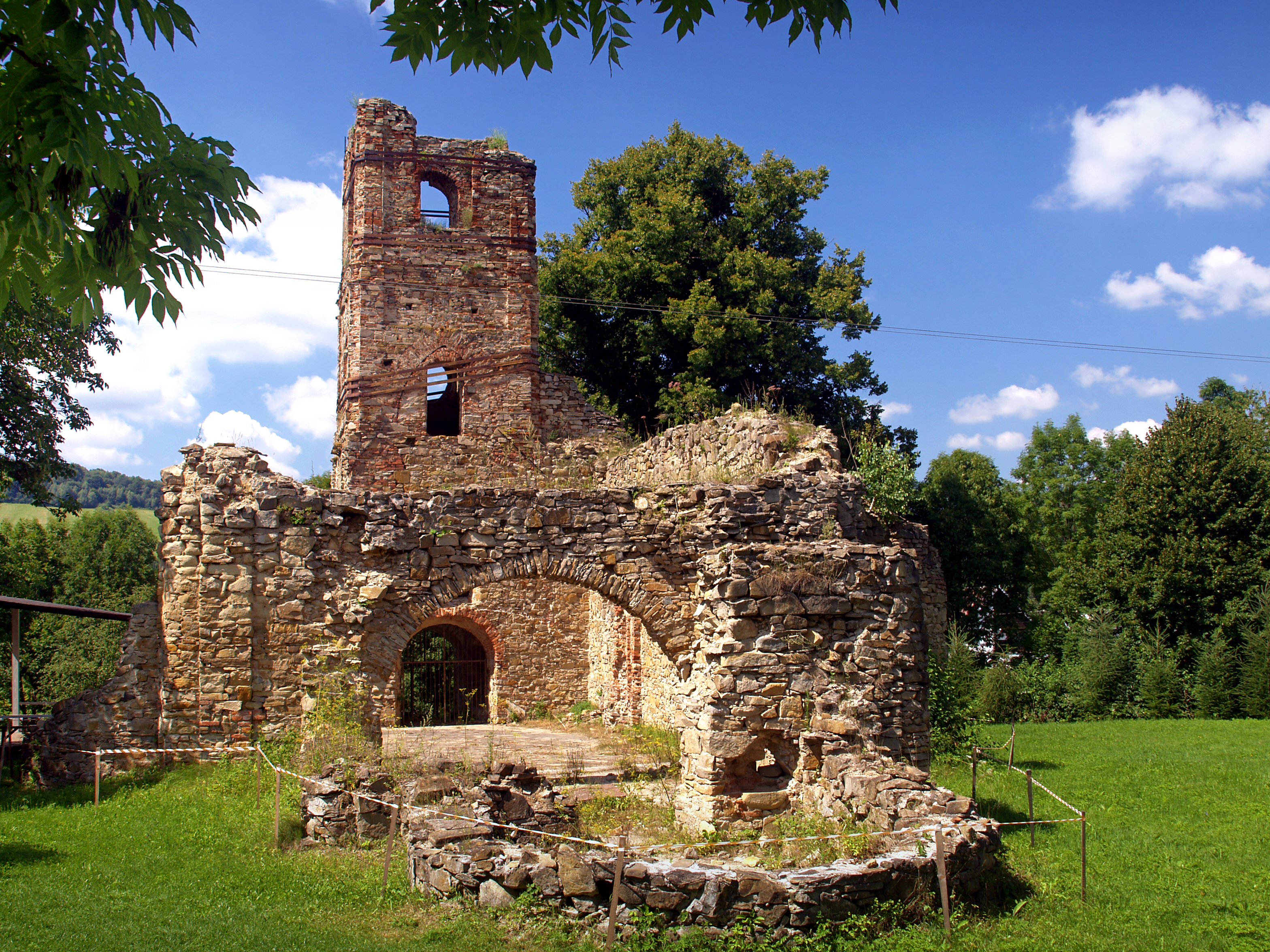
Руїни старого монастиря

У 1915 р. обитель зруйновано. Деякі книги з бібліотеки, були вивезені в Угорщину, де вони зберігаються до сьогодні (наприклад словац. Trebnik sireč Molitovnik, Львів 1644, який знаходиться в Університетській бібліотеці Дебрецена). Краснобрідську ікону Богоматері василіяни сховали, а потім помістили на південній стіні храму Івана Хрестителя в Красному Броді.
У 1950 р. ікону Божої Матері Краснобрідську знову довелося сховати, щоб не потрапила в руки комуністам. Після відновлення монастиря в 1968 році ікона знову поміщена в Церкві Івана Хрестителя. В 1970–1979 ікона була відреставрована художником Миколою Йорданом.
У 1974 р. протоігумен о. Мар'ян Поташ таємно освятив відновлену каплицю Покрови Пресвятої Богородиці (1759), де від 1998 р. зберігається святиня обителі — Краснобрідська чудотворна ікона Пресвятої Богородиці (14 ст.).

## Школа
У 1759 році в монастирі остаточно сформувалася раніше заснована школа, яка мала гуманітарний, філософський, богословський відділення (припускають також існування іконописного відділення). Школа підтримувала зв'язки з братськими школами у Сяноку (Польща), Львові та інших містах України.
Серед її учителів — Макарій Шугайда (засновник школи та ігумен монастиря 1755–1758 і 1769–1775 рр.), Сильвестр Ковейчак (ігумен 1762–1766 рр.), І. Мирський, В. Феєр (обидва викладали мови, зокрема латинську, угорську, німецьку, слов'янську, перший — у 1772–1775 рр., другий — 1776–1779 рр.), Й. Змій-Миклошик (керував 1809–1814 іконописним відділенням; створив тут картини «Краснобрідський ярмарок на дівчат» і «Земплинське весілля»). У школі навчався, а потім також викладав філософ Арсеній Коцак. 1863–1872 рр. в обителі перебував лікар і церковний діяч із Волині Володимир Терлецький.
Відомо й те, що в сер. XIX ст. в монастирській школі навчався відомий русинський письменник та ігумен Мукачівського монастиря Анатолій (Олександр) Кралицький.
17 червня 1821 року в монастирі, єпископ Мукачівський Олексій Повчій висвятив першого єпископа Пряшівської греко-католицької єпархії Григорія Тарковича, який подарував монастирській школі частину своєї бібліотеки, як і Олександр Духнович 1859 р. Станом на 1891 р. у бібліотеці було близько 2 тис. томів книг, зокрема чеський літопис 1541 року, законодавство 1569 року, Острозька Біблія 1581 р., словники XVI ст.

## Сьогодення
У 1998–2002 роках поблизу руїн колишнього монастиря побудовано нову обитель із каплицею на честь блаженного Павла Ґойдича.
У 2002 р. тут відкрито новіціат. Настоятелем є протоігумен Володимир Седлачек (від 2005), кількість насельників становить 13 осіб.